# 驅動輪

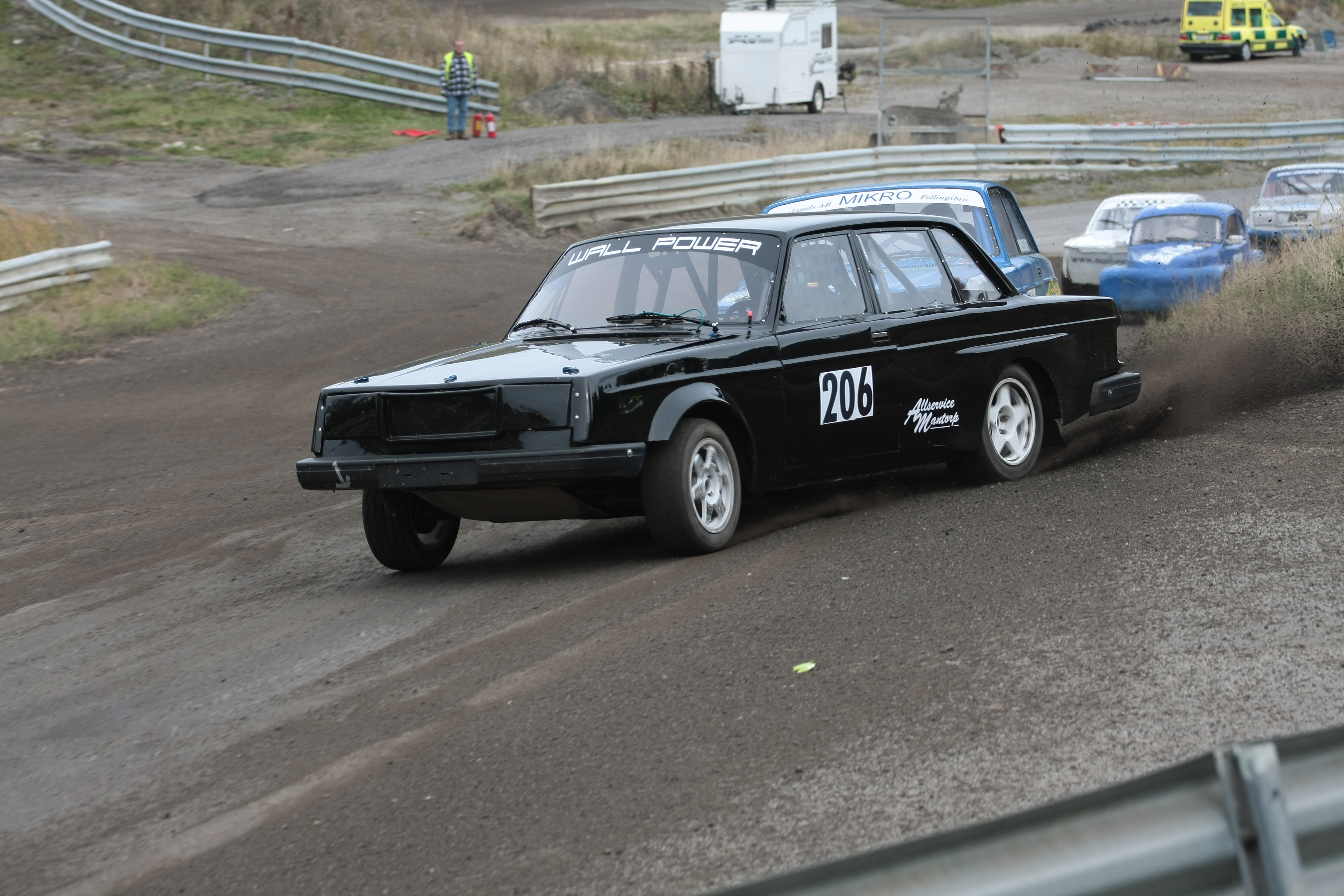
一輛賽車的驅動輪於轉動時揚起大量碎石

驱动轮是指可以直接讓機動車輛前進或後退的车轮。發動機輸出的動力直接輸出到驅動輪上。 二輪驅動车辆有两个驱动轮，通常是前轮或后轮，而四轮驱动車輛有四个驱动轮。